# Akrilkötésű ásványi lap
Az akrilkötésű ásványi lap (magyar rövidítése:  ÁDH vagy ÁDH-lap)  polimerizált akrilgyanta kötésű ásványi lap.

## Története

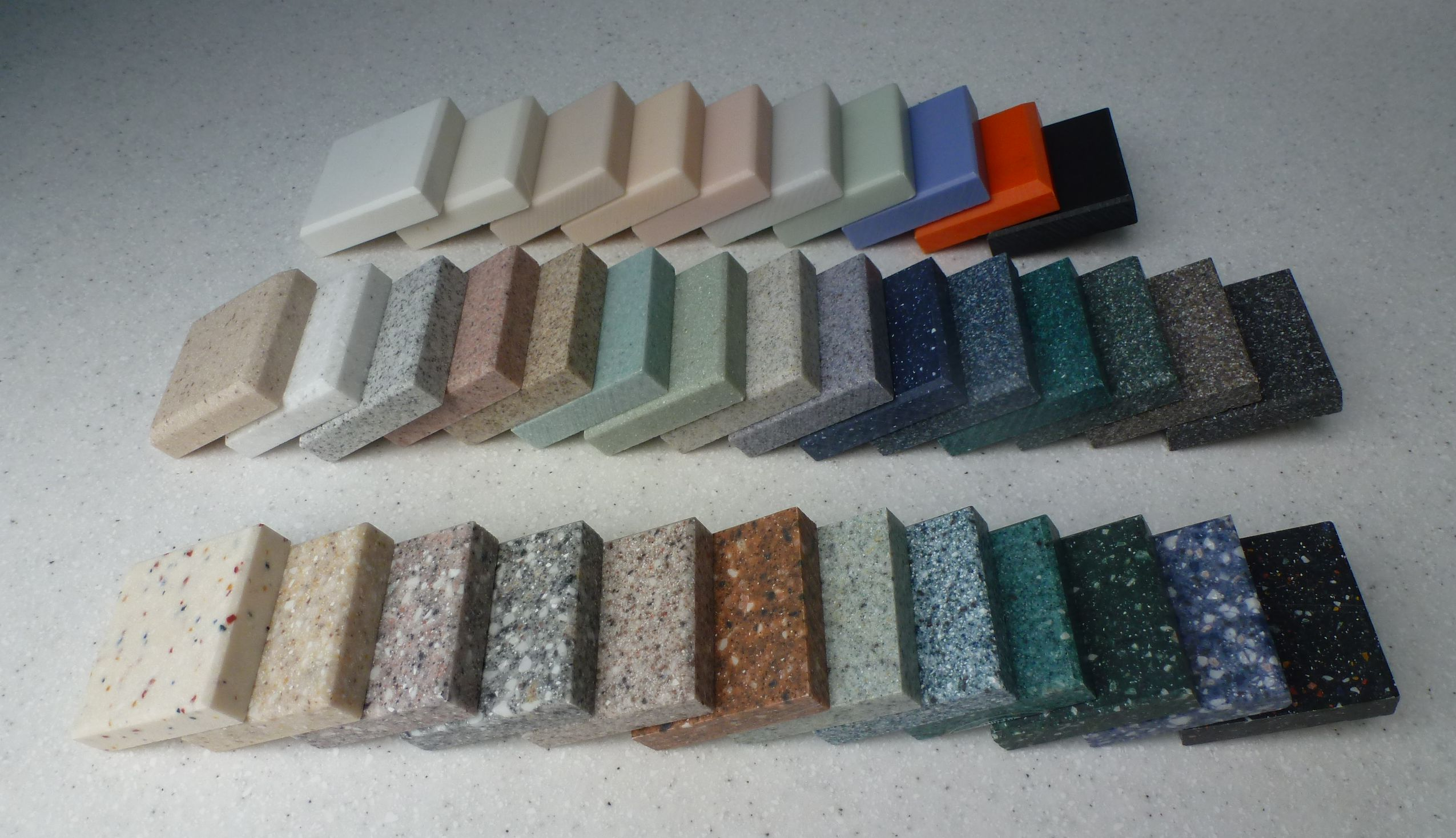
Különféle Corian minták és színminták világos Corian háttéren

A találmány 1967-ben, az amerikai DuPont vegyipari vállalatnál született meg. A plexi felületi tartósságára folytatott kutatások eredményeként kevertek a polimerizált akril gyantához 70%-os arányban alumínium trihidrátot, így jött létre egy új kompozitanyag. A terméket a DuPont Corian márkanéven hozta forgalomba. 
A szabadalmi oltalom lejárta óta  más vállalatok is előállítanak ilyen termékeket, és különböző márkanevek alatt forgalmazzák ezeket.

## Felhasználási területek
A termék sikerét megalapozta, hogy számos területen jól használható anyagnak bizonyult.

### Az  egészségügyben
A felület pórusmentessége biztosítja a higiéniát, ahol nem kerülhet semmi a takarítás és fertőtlenítés útjába. Nem lehetséges baktérium telepek megtelepedése, mivel a feldolgozás olyan egybefüggő felületet képes kialakítani ahol nincsenek rések, csatlakozások. A jelenlegi uniós szabályozás gyakorlatában már előírásként szerepel az élelmiszerekkel érintkező felületek és a kórházi, egészségügyi felületek kialakításában. (Itt kap kiemelt helyet az óvodai bútorzat is.)

### Modern formatervezés
Az ÁDH lapok hővel történő formálása (thermoforming) magas fokú kreatív szabadságot nyújt az ipari formatervezőknek. Az ÁDH lapokat például több olasz fürdőszobai berendezésekre szakosodott cég választja  alapanyagul. , ahol kimagas a kísérletező hajlandóság és kis szériás megvalósításban hisznek és gondolkoznak. (Többszörösen összetett formák esetében már megjelent az öntött eljárás is.)

### Egyéb hasznosítás
Feldolgozása rendszerint asztalos gépekkel, berendezésekkel rendelkező üzemekben folyik. Kiválóan alkalmazható például konyhai munkalap, mosdópult, tusolótálca és falburkolat, recepciós pult, közösségi sorolt mosdó, fürdőkád, épület homlokzat, asztal, gyűrű, ékszer, információs oszlop, kültéri pad, játszóház, nyilvános piszoár stb. előállításához. 

## Előnyei
- a teljes anyagkeresztmetszetben homogén
- pórus mentes
- 100%-ban vízálló
- alig észrevehetően ragasztható, toldható, javítható
- Thermoformálható
- kopásálló
- sav, lúg, vegyszerálló
- könnyen tisztítható
- kellemes tapintású
- színazonos formaelemekkel kombinálható, mit mosdó vagy mosogató
- higiénikus
- megfelel az élelmiszerbiztonsági előírásoknak
- tűzállósági fokozata épület burkolatnak megfelelő

## Hátrányai
- használati karcok erősebb megjelenése kifejezetten az egyszínű, sötét dekorok felületén jellemző. Ezt a hátrányt kívánja kiküszöbölni a """Corian"""® legújabb, DEEP névre keresztelt sötét színsorozata, ahol az akril gyantát már előre sötétre színezték.
- magas fajsúlya ellenére is megtalálható pl. a Boeing repülőgépeken, de ritkaság ott, ahol számít a súly
- nem használható, ahol éghető anyag lángolhat a felületen. (Ott az epoxi gyanta tartalmú lapokat ajánlanak, főleg laborok berendezéseinél, vegyipari kabinokban).

## Ismertebb ÁDH márkanevek
- Corian® – DuPont USA
- LG-Himacs – LG Hausys Korea
- Samsung Staron – Samsung Chemical Korea
- Hanex – Hanwha Korea
- Kerrock – Kolpa Szlovénia
- Avonite USA
- TriStone – Lion Surface Korea
- LivingStone – Lion Surface Korea
- Wilsonart USA
- Rauvisio – REHAU Németország
- GetaCore – Westag Getalit AG Németország
- Plexiglas Mineral – Evonik Ausztria